# Leioproctus providus
Leioproctus providus är en biart som först beskrevs av Smith 1879.  Leioproctus providus ingår i släktet Leioproctus och familjen korttungebin. Inga underarter finns listade i Catalogue of Life.

## Bildgalleri

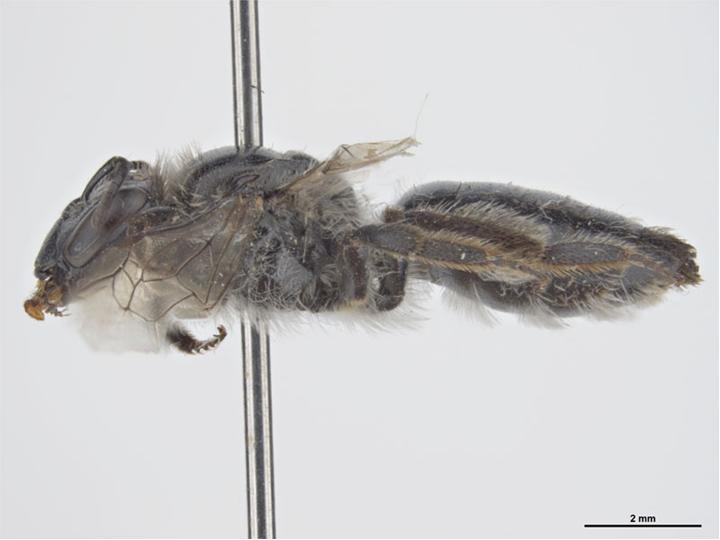
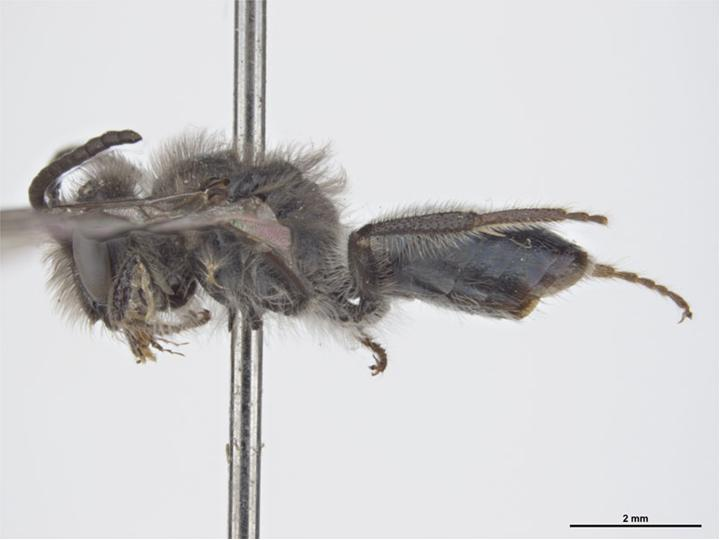